# Estadio Parque Julio Pozzi
Estadio Parque Julio Pozzi – stadion piłkarski znajdujący się w miejscowości Salto w Urugwaju. Rozgrywane są tam głównie mecze piłkarskie z udziałem drużyny Salto Uruguay. Stadion znajduje się w dzielnicy Nueva Hespérides w pobliżu międzynarodowego portu lotniczego Salto. Jest częścią kompleksu sportowego Complejo Deportivo Julio Pozzi, który posiada 3 boiska piłkarskie.